# Jürgen Croy
Jürgen Croy, född 19 oktober 1946 i Zwickau, är en tysk före detta professionell fotbollsmålvakt.
Croy var DDR:s bästa fotbollsmålvakt och var med i VM 1974 och OS 1972. Till vardags spelade han i BSG Sachsenring Zwickau där han efter den aktiva karriären också verkat som tränare.